# Joseph Kamga
Joseph Kamga (ur. 17 sierpnia 1953) – były kameruński piłkarz, występował na pozycji obrońcy.

## Życiorys
Kamga ma za sobą udział w Mistrzostwach Świata 1982, na których nie zagrał ani jednego spotkania. Podczas tego turnieju był zawodnikiem kameruńskiego klubu, Union Duala.